# Rubus hilsianus
Rubus hilsianus är en rosväxtart som beskrevs av Heinrich E. Weber. Rubus hilsianus ingår i släktet rubusar, och familjen rosväxter. Inga underarter finns listade i Catalogue of Life.